# Ulrich Wyrwa
Ulrich Wyrwa (* 5. Juni 1954 in Leipzig) ist ein deutscher Historiker mit dem Forschungsschwerpunkt der italienischen und europäischen Geschichte und des Antisemitismus.

## Leben
Von 1975 bis 1978 studierte Wyrwa an der Universität Heidelberg Geschichte und Philosophie. Nach einem Studienaufenthalt in Rom 1978 schloss er an der Universität Hamburg sein Studium mit dem Ersten Staatsexamen ab. 1988 wurde er bei Arno Herzig mit einer historisch-kulturanthropologischen Studie über den Alkoholkonsum der Arbeiter Hamburgs im 19. Jahrhundert promoviert. Während seiner Referendariatszeit leitete er zusammen mit dem Geschichtslehrer Ruben Herzberg ein Unterrichtsprojekt zum 9. November 1938 in Hamburg, das beim Schülerwettbewerb Deutsche Geschichte 1988 mit einem Preis ausgezeichnet wurde. Aus diesem ging seine Zweite Staatsexamensarbeit über Zeitzeugeninterviews im Geschichtsunterricht hervor. Ende 1989 ging er nach Berlin und war von 1990 bis 1992 sowie von 1994 bis 1996 wissenschaftlicher Mitarbeiter an der Historischen Kommission zu Berlin. Von 1991 bis 1994 unterrichtete er an der Universität Potsdam, wo er 2003 mit einer Studie über die Emanzipation der Juden in der Toscana und in Preußen im Vergleich habilitierte. Seit 2002 ist er Mitarbeiter am Zentrum für Antisemitismusforschung an der Technischen Universität Berlin und leitet dort seit 2005 die internationalen Forschungskollegs zum Antisemitismus in Europa (1879–1914 / 1914–1923).
2009 ist er zum apl. Professor für Neuere Geschichte an der Universität berufen worden. Außerdem übernahm er Gastprofessuren am Fritz Bauer Institut in Frankfurt am Main (2008/09) und am Centrum für Jüdische Studien Graz (2012).
Seit 1992 ist er Mitherausgeber der Zeitschrift Werkstatt Geschichte, seit 2003 Mitherausgeber und Redakteur der Zeitschrift „Transversal“ und seit 2010 Redakteur der vom Centro di Documentazione Ebraica Contemporanea, Milano, herausgegebenen Online-Zeitschrift Quest. Issues in Contemporary Jewish History.

## Schriften (Auswahl)
- Come si crea l’antisemitismo. La stampa cattolica italiana fra Otto e Novecento: Mantova, Milano, Venezia. Traduzione di Licia Bladelli, Firenze: Casa Editrice Giuntina, 2020, ISBN 978-88-8057-827-7
- Gesellschaftliche Konfliktfelder und die Entstehung des Antisemitismus. Das Deutsche Kaiserreich und das Liberale Italien im Vergleich (= Studien zum Antisemitismus in Europa, Bd. 9), Berlin: Metropol Verlag, 2015, ISBN 978-3-86331-273-2
- Strategien im europäisch-jüdischen Abwehrkampf. Das Engagement der Juden in Europa gegen den entstehenden Antisemitismus (1879–1914) (= Vorlesungen des Centrums für Jüdische Studien, Bd. 7), Graz: Grazer Universitätsverlag, 2013, ISBN 978-3-7011-0285-3
- Antisemitismus in Zentraleuropa. Deutschland, Österreich und die Schweiz vom 18. Jahrhundert bis zur Gegenwart. (Zusammen mit Werner Bergmann) Wissenschaftliche Buchgesellschaft, Darmstadt 2011, ISBN 978-3-534-22053-3.
- (Hrsg.): Einspruch und Abwehr. Die Reaktion des europäischen Judentums auf die Entstehung des Antisemitismus (1879–1914). Jahrbuch 2010 des Fritz Bauer Instituts zur Geschichte und Wirkung des Holocaust. Campus Verlag, Frankfurt/M. – New York 2010, ISBN 978-3-593-39278-3.
- Juden in der Toskana und in Preußen im Vergleich. Aufklärung und Emanzipation in Florenz, Livorno, Berlin und Königsberg i. Pr. (= Schriftenreihe wissenschaftlicher Abhandlungen des Leo Baeck Instituts). Mohr Siebeck, Tübingen 2003, ISBN 3-16-148077-5., (auszugsweise - online)
- (Hrsg.): Judentum und Historismus. Zur Entstehung der jüdischen Geschichtswissenschaft in Europa. Campus-Verlag, Frankfurt am Main 2003, ISBN 3-593-37283-5.
- Branntewein und „echtes“ Bier. Die Trinkkultur der Hamburger Arbeiter im 19. Jahrhundert. Junius, Hamburg 1990, ISBN 3-88506-507-X.